# Trachyliopus fuscosignatus
Trachyliopus fuscosignatus är en skalbaggsart som först beskrevs av Leon Fairmaire 1886.  Trachyliopus fuscosignatus ingår i släktet Trachyliopus och familjen långhorningar.
Artens utbredningsområde är Madagaskar. Inga underarter finns listade i Catalogue of Life.